# 15420 Aedouglass
15420 Aedouglass è un asteroide della fascia principale. Scoperto nel 1998, presenta un'orbita caratterizzata da un semiasse maggiore pari a 2,6446105 UA e da un'eccentricità di 0,2700819, inclinata di 3,28512° rispetto all'eclittica.